# إريك رودي
إريك رودي (بالنرويجية البوكمول: Erik Rudi)‏ هو لاعب كرة قدم نرويجي في مركز الوسط، ولد في 7 يناير 1975. لعب مع نادي شايد.

## وصلات خارجية
- إريك رودي على موقع قاعدة بيانات كرة القدم.إي يو (الإنجليزية)